# Шпалерные ножницы

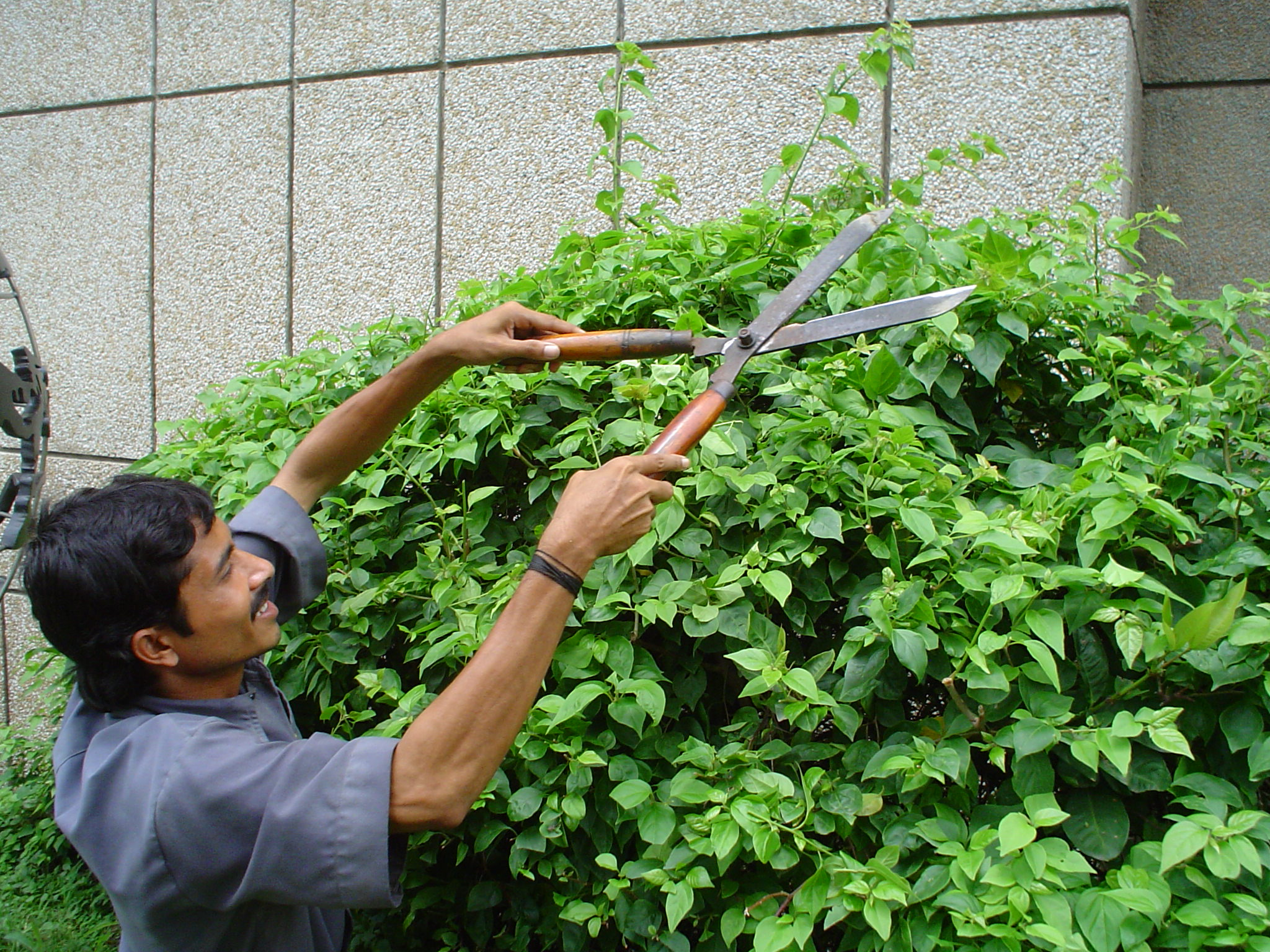
Ручные шпалерные ножницы

Шпалерные ножницы, или бордюрные ножницы, — садовый инструмент для формирования живой изгороди, фигурной стрижки кустарника и удаления отдельных ветвей.
Бывают ручные и механизированные, с электрическим или бензиновым двигателем. Для стрижки высокоих изгородей или труднодоступных мест используются механические шпалерные ножницы с телескопическими ручками.